# Taiwanees curlingteam (mannen)
Het Taiwanese curlingteam vertegenwoordigt Chinees Taipei in internationale curlingwedstrijden.

## Geschiedenis
Chinees Taipei nam voor het eerst deel aan een groot toernooi tijdens het Pacifisch-Aziatisch kampioenschap van 2001 in het Zuid-Koreaanse Jeonju. De eerste interland ooit werd met grote cijfers verloren van gastland Zuid-Korea: 12-2. Chinees Taipei nam in totaal twintig keer deel aan het Pacifisch-Aziatisch kampioenschap. In 2021 (tijdens de laatste editie van het toernooi) wonnen de Taiwanezen hun enige medaille, door in de kleine finale gastland Kazachstan te verslaan.
In 2022 trad Chinees Taipei aan in het nieuwe pan-continentaal kampioenschap. Het team eindigde op de zesde plaats en miste zo nipt kwalificatie voor het WK. Een jaar later verging het de Taiwanese ploeg minder. Het won slechts één wedstrijd, werd zo zevende en voorlaatste, en miste nipt degradatie naar de B-divisie. In 2024 eindigde Taiwan wel als laatste en degradeerde het naar de B-divisie.

## Chinees Taipei op het Pacifisch-Aziatisch kampioenschap
| Jaar | Plaats        | Skip          | WG            | W             | V             | PV            | PT            |
| ---- | ------------- | ------------- | ------------- | ------------- | ------------- | ------------- | ------------- |
| 1991 | Geen deelname | Geen deelname | Geen deelname | Geen deelname | Geen deelname | Geen deelname | Geen deelname |
| 1992 | Geen deelname | Geen deelname | Geen deelname | Geen deelname | Geen deelname | Geen deelname | Geen deelname |
| 1993 | Geen deelname | Geen deelname | Geen deelname | Geen deelname | Geen deelname | Geen deelname | Geen deelname |
| 1994 | Geen deelname | Geen deelname | Geen deelname | Geen deelname | Geen deelname | Geen deelname | Geen deelname |
| 1995 | Geen deelname | Geen deelname | Geen deelname | Geen deelname | Geen deelname | Geen deelname | Geen deelname |
| 1996 | Geen deelname | Geen deelname | Geen deelname | Geen deelname | Geen deelname | Geen deelname | Geen deelname |
| 1997 | Geen deelname | Geen deelname | Geen deelname | Geen deelname | Geen deelname | Geen deelname | Geen deelname |
| 1998 | Geen deelname | Geen deelname | Geen deelname | Geen deelname | Geen deelname | Geen deelname | Geen deelname |
| 1999 | Geen deelname | Geen deelname | Geen deelname | Geen deelname | Geen deelname | Geen deelname | Geen deelname |
| 2000 | Geen deelname | Geen deelname | Geen deelname | Geen deelname | Geen deelname | Geen deelname | Geen deelname |
| 2001 | 5             | Hu Po-hen     | 8             | 0             | 8             | 19            | 112           |
| 2002 | 6             | Justin Hsu    | 10            | 1             | 9             | 35            | 85            |
| 2003 | 6             | Nicolas Hsu   | 5             | 0             | 5             | 14            | 41            |
| 2004 | 6             | Brendon Liu   | 6             | 0             | 6             | 26            | 49            |
| 2005 | 5             | Nicolas Hsu   | 6             | 2             | 4             | 36            | 39            |

| Jaar | Plaats | Skip          | WG | W | V  | PV | PT  |
| ---- | ------ | ------------- | -- | - | -- | -- | --- |
| 2006 | 6      | Nicolas Hsu   | 6  | 0 | 6  | 20 | 49  |
| 2007 | 6      | Nicolas Hsu   | 6  | 0 | 6  | 23 | 57  |
| 2008 | 6      | Brendon Liu   | 10 | 0 | 10 | 31 | 101 |
| 2009 | 6      | Randolph Shen | 10 | 1 | 9  | 53 | 79  |
| 2010 | 5      | Randolph Shen | 10 | 3 | 7  | 46 | 76  |
| 2011 | 5      | Randolph Shen | 10 | 3 | 7  | 52 | 68  |
| 2012 | 5      | Randolph Shen | 6  | 2 | 4  | 38 | 34  |
| 2013 | 5      | Randolph Shen | 10 | 4 | 6  | 59 | 69  |
| 2014 | 6      | Randolph Shen | 6  | 2 | 4  | 33 | 34  |
| 2015 | 6      | Randolph Shen | 7  | 3 | 4  | 58 | 40  |
| 2016 | 4      | Randolph Shen | 10 | 6 | 4  | 68 | 33  |
| 2017 | 6      | Randolph Shen | 8  | 3 | 5  | 54 | 62  |
| 2018 | 5      | Randolph Shen | 8  | 4 | 4  | 51 | 51  |
| 2019 | 5      | Randolph Shen | 9  | 5 | 4  | 62 | 52  |
| 2021 | 3      | Lin Ting-li   | 8  | 4 | 4  | 63 | 59  |

## Chinees Taipei op het pan-continentaal kampioenschap
| \| Jaar \| Plaats \| Skip \| WG \| W \| V \| PV \| PT \| \| ---- \| ------ \| ------------- \| -- \| - \| - \| -- \| -- \| \| 2022 \| 6 \| Randolph Shen \| 7 \| 2 \| 5 \| 32 \| 54 \| \| 2023 \| 7 \| Randolph Shen \| 7 \| 1 \| 6 \| 26 \| 56 \| \| 2024 \| 8 \| Ken Hsu \| 7 \| 0 \| 7 \| 15 \| 90 \| |        |               |    |   |   |    |    |
| Jaar | Plaats | Skip          | WG | W | V | PV | PT |
| 2022 | 6      | Randolph Shen | 7  | 2 | 5 | 32 | 54 |
| 2023 | 7      | Randolph Shen | 7  | 1 | 6 | 26 | 56 |
| 2024 | 8      | Ken Hsu       | 7  | 0 | 7 | 15 | 90 |

Andorra · Australië · België · Bosnië en Herzegovina · Brazilië · Bulgarije · Canada · China · Chinees Taipei · Denemarken · Duitsland · Engeland · Estland · Filipijnen · Finland · Frankrijk · Georgië · Griekenland · Groot-Brittannië · Guyana · Hongarije · Hongkong · Ierland · IJsland · India · Israël · Italië · Jamaica · Japan · Kazachstan · Kenia · Kirgizië · Kroatië · Letland · Liechtenstein · Litouwen · Luxemburg · Mexico · Nederland · Nieuw-Zeeland · Nigeria · Noorwegen · Oekraïne · Oostenrijk · Polen · Portugal · Puerto Rico · Qatar · Roemenië · Rusland · Saoedi-Arabië · Schotland · Servië · Slovenië · Slowakije · Spanje · Thailand · Tsjechië · Tsjecho-Slowakije · Turkije · Verenigde Staten · Wales · Wit-Rusland · Zuid-Korea · Zweden · Zwitserland